# Assolo

Assolo (1855, dettaglio) di Carl Spitzweg

In musica un assolo, o solo, è una sezione solistica presente in un brano, oppure un brano musicale eseguito da un unico suonatore o cantante.
Colui che suona da solo in una composizione o in una parte di un brano musicale viene detto solista.
L'assolo, inteso come esecuzione solistica, a volte con virtuosismi, può esistere in ogni genere musicale.

## Musica classica
Nella musica classica odierna l'esecuzione solistica viene effettuata dal solista senza fare ricorso all'improvvisazione (dando molta importanza alla fedeltà dell'interpretazione di quanto scritto nelle partiture), tranne che in rari casi o nella musica d'avanguardia.

Tuttavia nel passato era piuttosto comune improvvisare su preludi, toccate, e fantasie.

### Brani solistici
Una composizione scritta per un singolo strumento si dice solo; sovente i soli sono scritti per strumenti polifonici come il pianoforte, l'organo, il clavicembalo e l'arpa, ma
esistono composizioni per strumento solista per gli strumenti monofonici, o comunque con limitazioni polifoniche, come il violino, il violoncello, il flauto, il clarinetto e l'oboe, quali le Partite per violino solo e le Suite per violoncello solo di Johann Sebastian Bach, sebbene spesso questi ultimi vengono accompagnati dal pianoforte creando così un duo.

### Concerto
Il concerto è una composizione per uno o più strumenti solisti accompagnata da un'orchestra. Nel corso del lavoro lo strumento, o gli strumenti, sviluppano dei temi sul sottofondo dell'orchestra.

### Assolo
L'assolo è una parte solistica di un componente dell'orchestra che suona un tema che spicca sul sottofondo orchestrale. Può essere il primo violino, l'oboe, il flauto traverso, il corno o altri strumenti ancora.

### Assolo di sezione
In un'orchestra tutti gli strumenti di una sezione come i primi ed i secondi violini, i violoncelli, i legni o gli ottoni suonano all'unisono.

Quando un esecutore di una certa sezione suona da solo o una parte differente dagli altri strumenti della sezione, si ha l'assolo di sezione.

Questo vale anche per i sassofoni, le trombe, i tromboni o altri strumenti nelle big band.

## Jazz, rock e pop
Nel pop, nel rock, ed in particolare nella musica jazz, il termine assolo indica una parte solistica, in genere improvvisata, eseguita da un singolo strumentista o (più di rado) da un cantante.
Nella musica rock, gli assoli principali sono quelli di chitarra; meno frequentemente si hanno assoli di tastiera (organo, pianoforte, mellotron, sintetizzatore) e batteria, raramente di basso e contrabbasso.